# Ludwik Lewin
Ludwik Lewin (ur. 12 sierpnia 1944 w Namanganie w Uzbeckiej SRR, zm. 8 maja 2022 w Paryżu) – polski dziennikarz i poeta pochodzenia żydowskiego. Od 1967 roku mieszkał w Paryżu.

## Życiorys
Urodził się w rodzinie Stanisława, inżyniera ceramika, zajmującego się także ekonometrią, i Sabiny z Zylberbergów, historyka pedagogiki.
Przyjechał w 1946 r. do Polski, gdy jego rodzice, którzy w 1939 znaleźli się pod okupacją sowiecką, powrócili do Warszawy. Ukończył XIV Liceum Ogólnokształcące im. Klementa Gottwalda w Warszawie, maturę zdał w 1961 r. Ukończył filologię polską na Uniwersytecie Warszawskim, a w latach 1965–1967 studiował reżyserię w Państwowej Wyższej Szkole Teatralnej i Filmowej w Łodzi.
Od 1967 roku mieszkał we Francji, dokąd wyjechał po wojnie sześciodniowej, która dla PZPR stała się pretekstem do wszczęcia kampanii „antysyjonistycznej”.
Jako fotoreporter dla Agencji Keystone w sierpniu 1968 r. „witał” sowieckie wojska w Pradze (w czasie Operacji „Dunaj”). Jako wysłannik tygodnika „Life” w styczniu 1969 r. powrócił do Pragi po śmierci Jana Palacha – spóźniony na pogrzeb tego studenta, który podpalił się w proteście przeciw sowieckiej okupacji, odnalazł jego znajomych i zdjęcia bohatera. Przez wiele lat (1969–1985) pracował dla RFI (francuskie radio dla zagranicy). W latach 1978–1981 pracował dla francuskiego miesięcznika „Strategies”.
Z Esterą Korn był współreżyserem fabularnych filmów krótkometrażowych Personnalisez Votre Environnement (1971) i L’etape (1972) – produkcja Sofracima, Paryż.
Współpracował z wychodzącymi za granicą wydawnictwami emigracyjnymi i solidarnościowymi, m.in. „Kontaktem” Mirosława Chojeckiego. W 1985 roku był kierownikiem produkcji filmu Jestem Żydem, bo tak mi się podoba (reż. Natasza Czarmińska, operator Jarosław Sypniewski, produkcja Video Kontakt). W latach 1986–1990 był dziennikarzem polskiej sekcji BBC, a potem, przez 15 lat jej paryskim korespondentem. Pracował także jako korespondent „Życia Warszawy” i „Gazety Wyborczej”. Był korespondentem wojennym w Izraelu podczas I wojny w Zatoce i w Jugosławii (w sierpniu 1991 i w grudniu 1992).
Publikował swoje teksty w prasie francuskiej, między innymi w dziennikach „Le Monde” i „Le Progrès” oraz we francusko-żydowskim miesięczniku „Passages”.
W 2005 roku Telewizja Polonia przygotowała dokument o Ludwiku Lewinie pt. Moje światy (reż. Krzysztof Kownas). W 2010 r. zasiadał w jury VII Międzynarodowego Festiwalu Filmowego Żydowskie Motywy. W swoim dorobku ma liczne publikacje w prasie polskiej i francuskiej. Był współpracownikiem miesięcznika „Kuchnia” oraz autorem rubryki Wina Lewina w tygodniku „Do Rzeczy”. Współpracował także z wychodzącym w Paryżu miesięcznikiem „Vector Polonii”. Był wieloletnim paryskim korespondentem Polskiej Agencji Prasowej.
Pochowany 13 maja 2022 na cmentarzu w Pantin na północ od Paryża. W 2024 został pośmiertnie odznaczony Krzyżem Oficerskim Orderu Odrodzenia Polski.

## Poeta
Ludwik Lewin swoje wiersze zamieszczał w periodykach krajowych, m.in. w „Czasie Kultury” oraz w piśmie pallotynów „Nasza Rodzina”. Publikował je również w internetowym „Recogito”, pod red. ks. Marka Wittbrota. W 2004 r. został wydany jego tomik wierszy Ucieczka z Egiptu.

## Książki
- Kiedy rano jadę osiemnastką – Wydawnictwo Naukowe Uniwersytetu Mikołaja Kopernika, 2019, ISBN 978-83-231-4236-2.
- Syzyf i ska – powieść, wyd. Książka i Wiedza 2007
- Ucieczka z Egiptu – wiersze, wyd. Książka i Wiedza 2004
- Podróż po Stołach Francji – opowieści o francuskich regionach, ich kuchni i historii, wyd. Książka i Wiedza 2001(II wyd. 2003)
- Paryż za dwa Ludwiki – współautor z Ludwikiem Stommą – przewodnik po Paryżu cieni i smaków, wyd. BGW 1995
- Punkitudes – wraz z Jean-Dominique Brierre, edycja francuska, w języku francuskim, wyd. Albin Michel/Rock & Folk, Paryż 1978